# فرودگاه تک‌بانده باهیا آسونسیون
فرودگاه تک‌بانده باهیا آسونسیون (به انگلیسی: Bahía Asunción Airstrip) یک فرودگاه همگانی است که یک باند فرود خاک دارد و طول باند آن ۱۶۶۱ متر است. این فرودگاه در کشور مکزیک قرار دارد و در ارتفاع ۳۹ متری از سطح دریا واقع شده‌است.